# Seznam finských fotografek
Toto je seznam finských fotografek, které se ve Finsku narodily nebo jejichž díla jsou s touto zemí úzce spojena.

## A

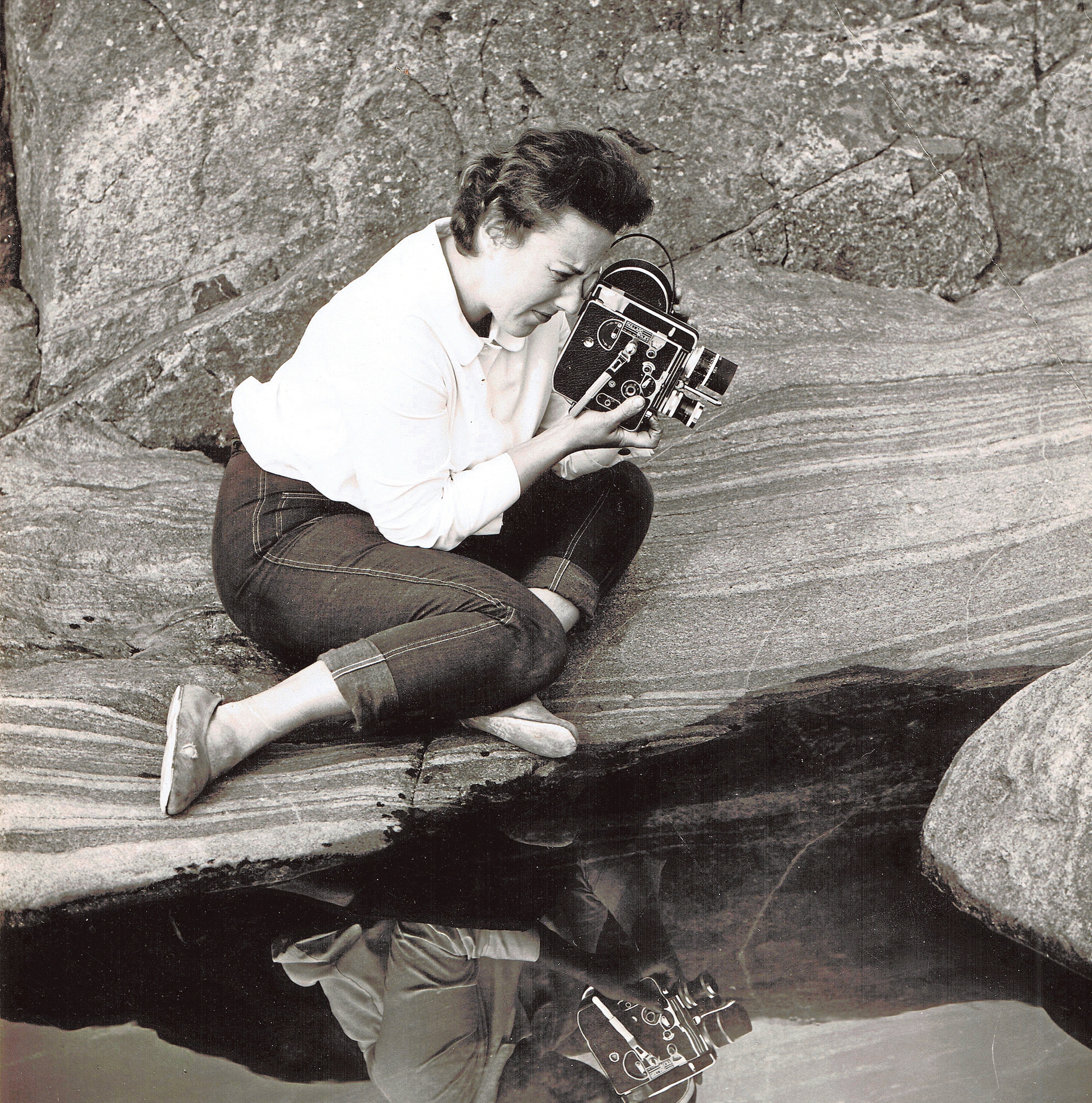
Claire Aho (1925–2015)

- Claire Aho (1925–2015), průkopnice finské barevné fotografie
- Eija-Liisa Ahtila (* 1959), vizuální umělkyně, fotografka a filmařka, známá filmovými instalacemi na rozhraní filmu a videoartu; téma mezilidských vztahů v podobě silně emocionálních příběhů, dobarvené malířským filmovým obrazem, později hlubší filozofické otázky, zkoumá individuální identitu a hranice subjektu ve vztahu k vnějšímu světu, přírodě, krajině a klimatu
- Carina Appelová (1967–2012), aktivní na Blízkém východě, jako je Izrael, Irák a Afghánistán

## B

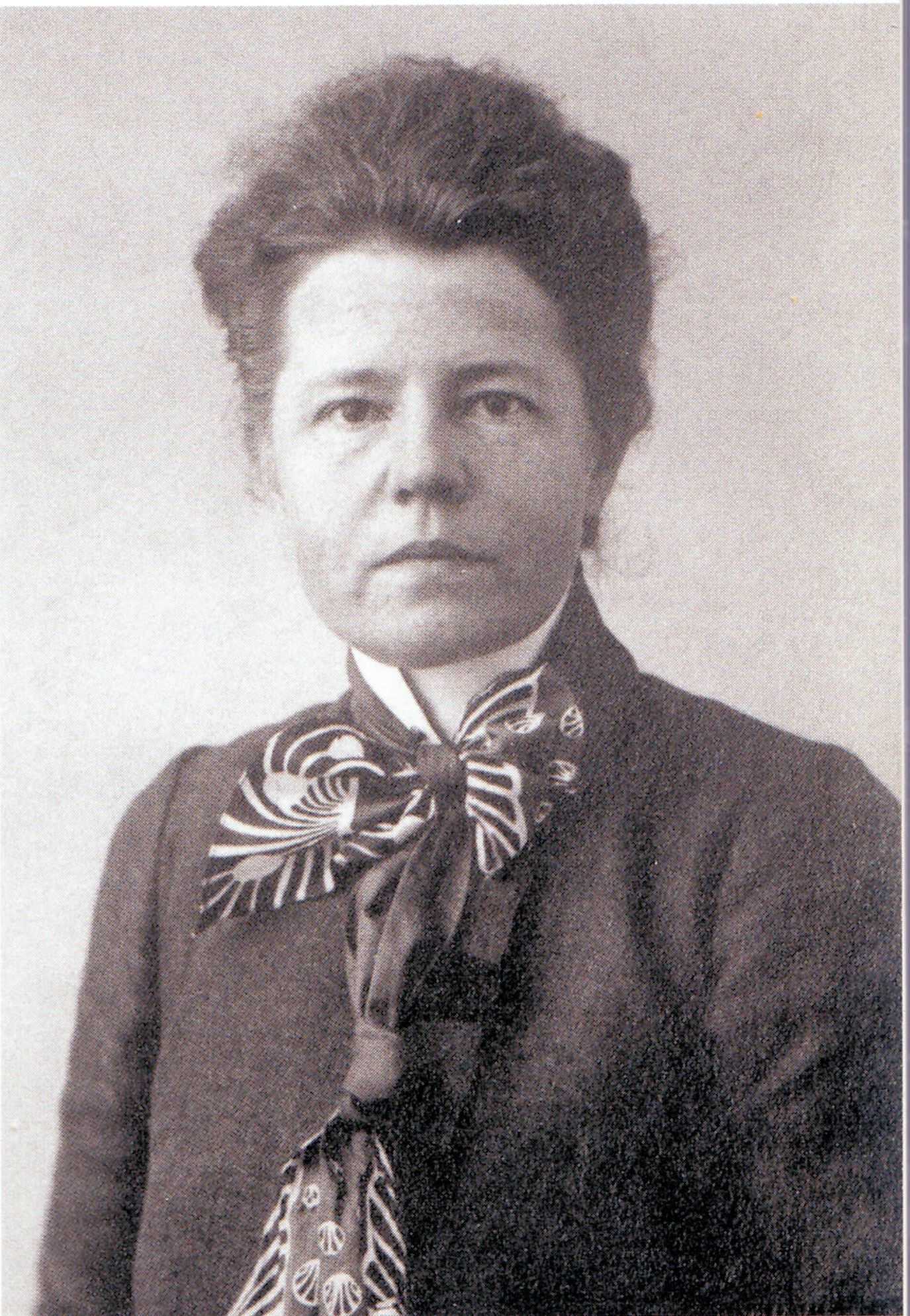
Signe Branderová (1869–1942) dokumentovala měnící se městská panoramata Helsinek a každodenní život obyvatel města na počátku 20. století

- Caroline Beckerová (1826–1881), první profesionální fotografka ve Finsku s ateliérem ve Vyborgu
- Katharina Bosse (* 1968), portrétní fotografka, její dílo je ve sbírkách Muzea umění Houston, Centre Georges Pompidou v Paříži a Muzea moderního umění v New Yorku
- Tyyne Bööková (1884–1968), ateliérová fotografka, válečné fotografie bitvy o Helsinky
- Signe Branderová (1869–1942), dokumentovala měnící se městská panoramata Helsinek a každodenní život obyvatel města na počátku 20. století
- Elina Brotherus (* 1972)

## E
- Adele Enersen (20. století)
- Margit Ekman (1919–2011), společně s Eilou Marjala založila portrétní studio Kuvasisterot, které zavedlo do portrétu barevnou fotografii a povýšilo fotografii na úroveň malovaných portrétů

## G
- Denise Grünstein (* 1950)

## H
- Nanna Hänninen (* 1973)
- Marja Helander (* 1965), finsko – sámská fotografka, výtvarnice a filmařka se zaměřením na témata urbanismu
- Arja Hyytiäinen (* 1974)

## J
- Ulla Jokisalo (* 1955), portréty spojené do montáží
- Irmeli Jung (* 1947), portréty

## K

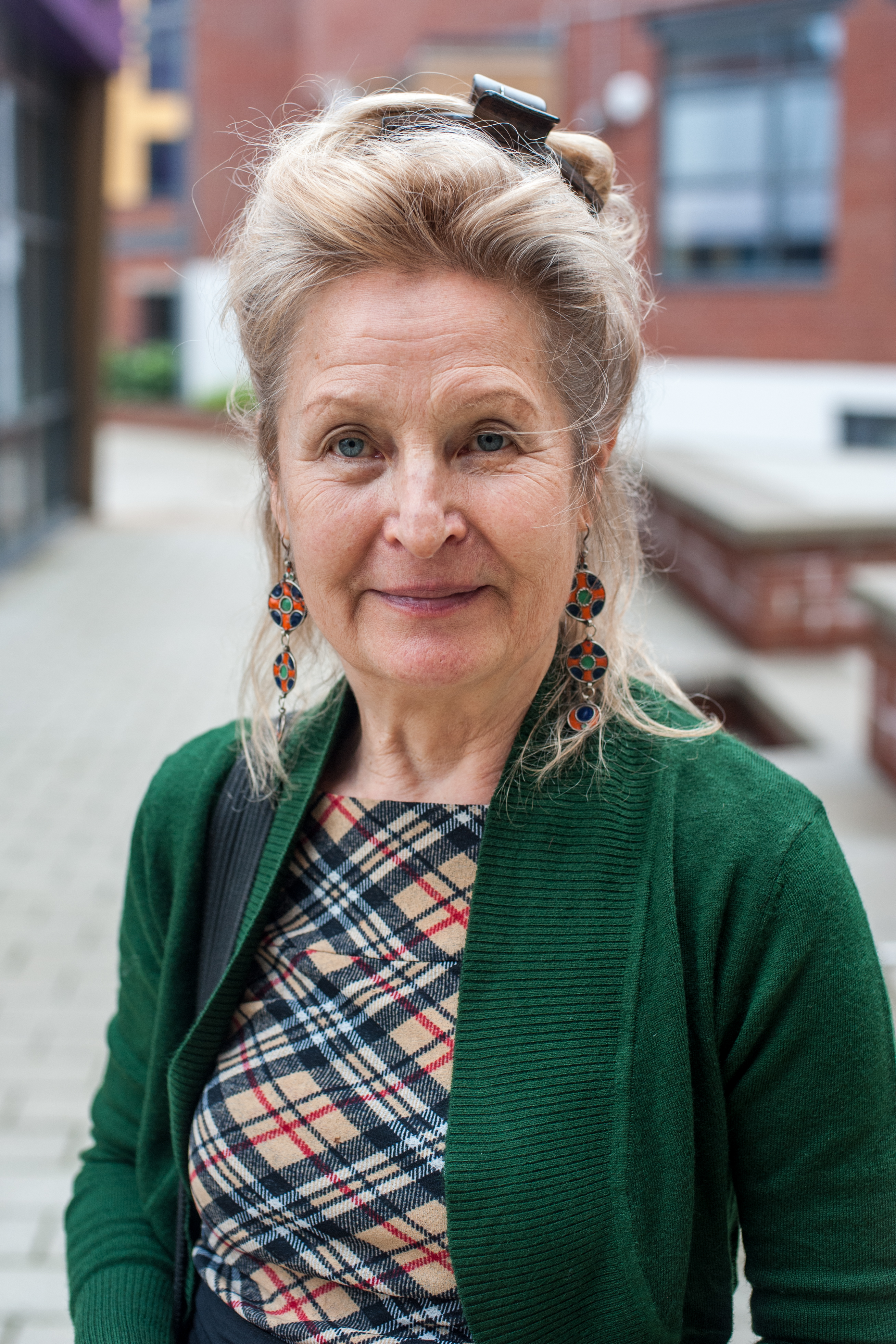
Sirkka-Liisa Konttinen (* 1948) fotografuje černobílé portréty, v krajině, ve městě, street

- Sade Kahra (* 1974), portréty, konceptuální umění
- Alice Kaira  (1913–2006), malířka a fotografka
- Aino Kannisto (* 1973), portréty žen
- Sanna Kannisto (* 1974), snímky ptáků na bílém pozadí
- Tea Karvinen (* 1961), krajinářská fotografie
- Marjaana Kella (* 1961), portréty
- Marika Kiviharju (* 1980), glamour, akty
- Sirkka-Liisa Konttinen (* 1948), černobílé portréty, v krajině, ve městě, street
- Meeri Koutaniemi (* 1987), fotografka a novinářka známá svými portréty a reportážemi týkajících se lidských práv a menšin
- Ritva Kovalainen (* 1959), fotografka a profesorka umění
- Raakel Kuukka (* 1955), portréty
- Ulli Kyrklund (1927–2011), fotografka specializující se na fotografování jídla

## L
- Hildur Larssonová (1882–1952), švédsko-finská portrétní a krajinářská fotografka Laponska
- Johanna Lecklinová (* 1972), umělkyně, jejíž videa, fotografie a instalace využívají pohyblivé obrazy
- Anni Leppälä (* 1981), konceptuální fotografka, žije v Helsinkách
- Ina Liljeqvistová (1849-1950), portrétní fotografka působící v Oulu
- Pia Lindmanová (* 1965), výtvarnice, performerka, fotografka a video umělkyně
- Tuija Lindströmová (1950-2017),  finsko-švédská fotografka, známá svými černobílými fotografiemi žen v černém jezeře, které se zabývají feministickými problémy a profesorka fotografie
- Marita Liulia (* 1957), finská fotografka
- Mikaela Löfrothová (* 1981), specializuje se na portrétní fotografii

## M
- Susanna Majuri (1978–2020), výtvarná fotografka se sídlem v Helsinkách známá díky svým podvodním fotografiím
- Laura Malmivaara (* 1973), finská herečka, věnovala se také zpěvu, fotografii, moderování, psaní blogu a modelingu

## P
- Jaana Partanenová (* 1967), propojuje umění a architekturu, její díla se stávají výraznou součástí budov, často s interaktivními prvky, navrhla trvalé instalace pro školky, domovy důchodců nebo kina
- Sari Poijärvi (* 1955)

## R

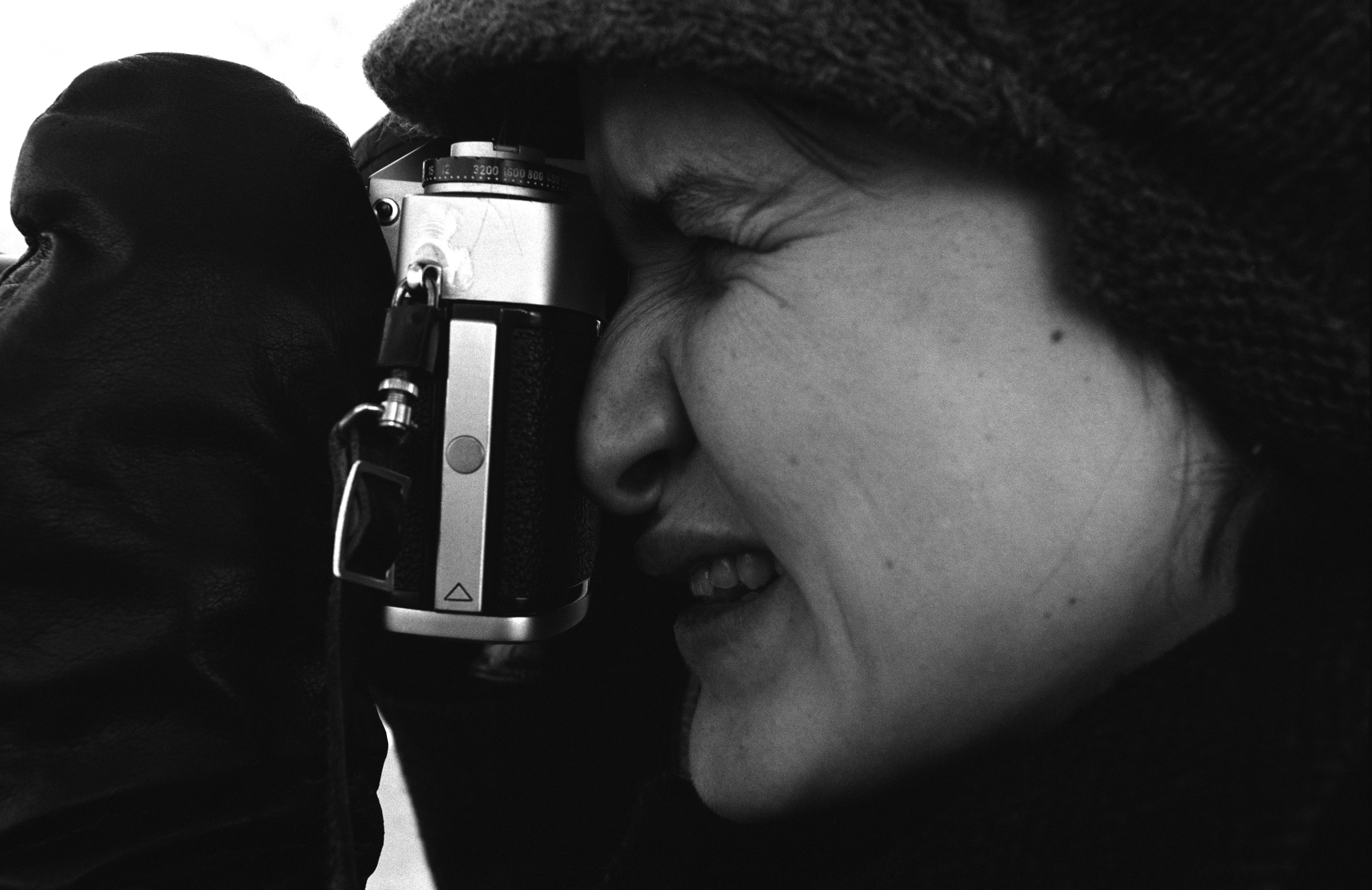
Eeva Rista

- Hannele Rantala (* 1952), finská výtvarnice a fotografka, pracovala jako novinářská fotografka a výtvarnice, realizovala performace, kombinovala obraz a texty a pořádala výstavy po celém světě
- Hilja Raviniemi (1915 – 1973), amatérská fotografka a chemička, klíčová osobnost finské amatérské fotografické scény v letech 1940–1950
- Heli Rekula (* 1963)
- Eeva Rista (* 1947), fotografka pracující v ulicích v Helsinkách
- Catarina Ryöppy (* 1939), finská výtvarnice, sochařka, fotografka a věnovala se také instalatcím, studovala ve Švýcarsku

## S
- Leena Saraste (* 1942)

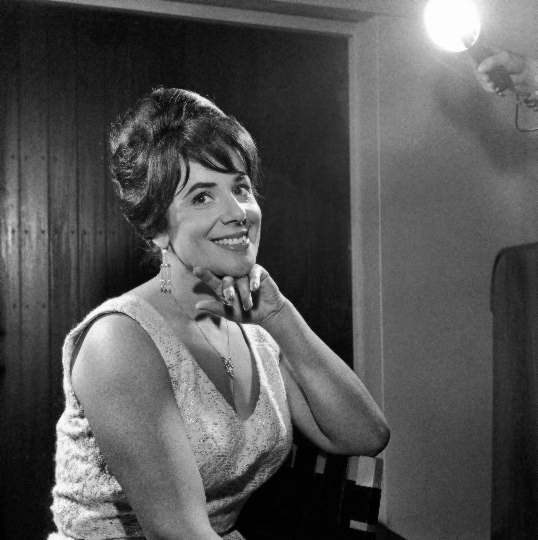
Tabe Slioor (1926–2006)

- Oscaria Sarénová (1851–1934), portrétní studiová fotografka a průkopnice fotografie
- Tyyne Savia (1887–1959), portrétní a divadelní fotografka
- Victoria Schultz (* 1941)
- Salme Simanainen (1920–2012)
- Tabe Slioor (1926–2006)
- Iiu Susiraja (* 1975)

## T
- Maija Tammi (* 1985), fotožurnalistka
- Salla Tykkä (* 1973), umělkyně a fotografka

## V
- Seita Vuorela (1971–2015), spisovatelka a fotografka
- Johanna Vuoksenmaa (* 1965)

## W
- Saana Wang (* 1979), umělecká fotografka, tvořila v Číně, působí v New Yorku
- Hanna Weseliusová (* 1972), spisovatelka, fotografka a doktorka umění
- Julia Widgrén (1842–1917), jedna z prvních profesionálních fotografek ve Finsku